# قره‌ولی، آق‌سو
قره‌ولی (به ترکی آذربایجانی: Qaravəlli) یک منطقه مسکونی در جمهوری آذربایجان است که در شهرستان آق‌سو واقع شده است. قره‌ولی ۳۷۸ نفر جمعیت دارد.